# Clifford Thomason Beckett
Clifford Thomason Beckett, britanski general, * 9. november 1891, † 8. julij 1972.